# بيت الشعبي (بني مطر)

تعديل مصدري - تعديل

بيت الشعبي هي إحدى قرى عزلة حزة سهمان بمديرية بني مطر التابعة لمحافظة صنعاء، بلغ تعداد سكانها 310 نسمة حسب تعداد اليمن لعام 2004.